# Wyprowadzenie rozwiązania Schwarzschilda
Rozwiązanie Schwarzschilda – to rozwiązanie równań pola Einsteina, podające postać metryki czasoprzestrzeni w pobliżu nierotującego, masywnego, sferyczno-symetrycznego ciała. Spośród rozwiązań równań pola Einsteina rozwiązanie to jest uważane za jedno z najprostszych, a zarazem najbardziej użytecznych.

## Założenia
Współrzędne sferyczne oraz czas {\displaystyle (r,\theta ,\phi ,t)} będą numerowane indeksami od 1 do 4. Metryka w ogólności ma 10 niezależnych składników, które są gładkimi funkcjami 4 zmiennych. Zakłada się tu, że rozwiązanie na metrykę jest sferycznie symetryczne, statyczne (niezmienne w czasie) oraz dotyczy próżni; konsekwencją tego jest, że:
1. sferycznie symetryczna czasoprzestrzeń jest niezmienna przy obrotach i przy odbiciach lustrzanych,
2. niezależność składowych metryki od czasu oznacza, że {\displaystyle {\tfrac {\partial }{\partial t}}g_{\mu \nu }=0,} a także, że geometria czasoprzestrzeni nie zmienia się przy odwróceniu czasu {\displaystyle t\to -t,}
3. rozwiązanie w próżni oznacza, że {\displaystyle T_{ab}=0;} z równań Einsteina wynika (przy założeniu zerowej wartości stałej kosmologicznej), że {\displaystyle R_{ab}=0} ponieważ kontrakcja równania {\displaystyle R_{ab}-{\tfrac {R}{2}}g_{ab}=0} daje {\displaystyle R=0.}

W artykule użyto sygnatury metryki (+,+,+,−).

## Diagonalność metryki
Pierwszym krokiem jest zauważenie, że metryka jest diagonalna.
Uzasadnienie:
(1) Pod wpływem odwrócenia czasu {\displaystyle (r,\theta ,\phi ,t)\to (r,\theta ,\phi ,-t)} wszystkie składniki metryki powinny zostać bez zmian. Składowe {\displaystyle g_{\mu 4}\;(\mu \neq 4)} zmieniają się jednak pod wpływem tej transformacji, bo
{\displaystyle g_{\mu 4}'={\frac {\partial x^{\alpha }}{\partial x^{'\mu }}}{\frac {\partial x^{\beta }}{\partial x^{'4}}}g_{\alpha \beta }=-g_{\mu 4}\;(\mu \neq 4),}
natomiast bez zmian pozostaje składowa czasowa
{\displaystyle g'_{44}=g_{44}.}
Ostatecznie wiec mamy
{\displaystyle g_{\mu 4}=0\;(\mu \neq 4).}
(2) Podobnie, transformacja współrzędnych przestrzennych {\displaystyle (r,\theta ,\phi ,t)\to (r,\theta ,-\phi ,t)} oraz {\displaystyle (r,\theta ,\phi ,t)\to (r,-\theta ,\phi ,t)} prowadzi do wniosku, że:
{\displaystyle g_{\mu 3}=0\;(\mu \neq 3),}
{\displaystyle g_{\mu 2}=0\;(\mu \neq 2).}
(3) Podobnie dla symetrycznych składników tensorami metrycznego mamy
{\displaystyle g_{4\mu }'={\frac {\partial x^{\alpha }}{\partial x^{'4}}}{\frac {\partial x^{\beta }}{\partial x^{'\mu }}}g_{\alpha \beta }=-g_{4\mu }\;(\mu \neq 4),}
co oznacza że
{\displaystyle g_{4\mu }=0\;(\mu \neq 4)}
itd.
(4) Zbierając powyższe wyniki, mamy:
{\displaystyle g_{\mu \nu }=0\;(\mu \neq \nu ),}
czyli metryka ma postać diagonalną {\displaystyle ds^{2}=g_{11}\,dr^{2}+g_{22}\,d\theta ^{2}+g_{33}\,d\phi ^{2}+g_{44}\,dt^{2},}
przy czym składowe metryki są niezależne od czasu {\displaystyle t} (statyczne rozwiązanie).

## Upraszczanie składników
Na każdej hiperpowierzchni o stałym czasie {\displaystyle t,} stałym {\displaystyle \theta } oraz stałym {\displaystyle \phi } (tj. na każdej linii radialnej), {\displaystyle g_{11}} powinno zależeć tylko od {\displaystyle r} (ze względu na symetrię sferyczną). Dlatego {\displaystyle g_{11}} jest funkcją tylko jednej zmiennej {\displaystyle g_{11}=A(r).} Podobny argument stosuje się do {\displaystyle g_{44}{:}}
{\displaystyle g_{44}=B(r).}
Na hiperpowierzchni o stałym czasie {\displaystyle t} oraz stałym {\displaystyle r,} metryka musi być metryką 2-wymiarowej sfery:
{\displaystyle dl^{2}=r_{0}^{2}(d\theta ^{2}+\sin ^{2}\theta \,d\phi ^{2}).}
Wybierając jedną z tych hiperpowierzchni (np. mającą promień {\displaystyle r_{0}}), składniki metryki ograniczonej do hiperpowierzchni (które oznaczymy przez {\displaystyle {\tilde {g}}_{22}} oraz {\displaystyle {\tilde {g}}_{33}}) powinny pozostać bez zmian przy obrotach o kąty {\displaystyle \theta } oraz {\displaystyle \phi } (ponownie na skutek symetrii sferycznej). Porównując formę metryki na tej hiperpowierzchni, otrzymamy
{\displaystyle {\tilde {g}}_{22}\left(d\theta ^{2}+{\frac {{\tilde {g}}_{33}}{{\tilde {g}}_{22}}}\,d\phi ^{2}\right)=r_{0}^{2}(d\theta ^{2}+\sin ^{2}\theta \,d\phi ^{2}),}
co natychmiast daje
{\displaystyle {\tilde {g}}_{22}=r_{0}^{2}} oraz {\displaystyle {\tilde {g}}_{33}=r_{0}^{2}\sin ^{2}\theta .}
Ale ponieważ musi być to słuszne na dowolnej hiperpowierzchni, to
{\displaystyle g_{22}=r^{2}} oraz {\displaystyle g_{33}=r^{2}\sin ^{2}\theta .}
Alternatywny sposób: można intuicyjnie zrozumieć, że {\displaystyle g_{22}} oraz {\displaystyle g_{33}} muszą być takie same jak dla płaskiej czasoprzestrzeni, jeżeli spostrzeżemy, że rozciąganie lub ściskanie elastycznej piłki w radialnie nie zmienia kątowych odległości między jej punktami. Dlatego metryka musi mieć postać
{\displaystyle ds^{2}=A(r)dr^{2}+r^{2}\,d\theta ^{2}+r^{2}\sin ^{2}\theta \,d\phi ^{2}+B(r)dt^{2},}
gdzie {\displaystyle A} oraz {\displaystyle B} są pewnymi funkcjami {\displaystyle r.} Zauważmy, że jeżeli {\displaystyle A} lub {\displaystyle B} byłyby równe zeru w pewnym punkcie, to metryka byłaby w tym punkcie osobliwa.

## Obliczanie symboli Christoffela
Za pomocą powyższej metryki obliczamy symbole Christoffela, przy czym indeksy są następujące:{\displaystyle (1,2,3,4)=(r,\theta ,\phi ,t);} znak {\displaystyle '} oznacza pochodną zupełną funkcji:
{\displaystyle \Gamma _{ik}^{1}={\begin{bmatrix}A'/(2A)&0&0&0\\0&-r/A&0&0\\0&0&-r\sin ^{2}\theta /A&0\\0&0&0&-B'/(2A)\end{bmatrix}}}
{\displaystyle \Gamma _{ik}^{2}={\begin{bmatrix}0&1/r&0&0\\1/r&0&0&0\\0&0&-\sin \theta \cos \theta &0\\0&0&0&0\end{bmatrix}}}
{\displaystyle \Gamma _{ik}^{3}={\begin{bmatrix}0&0&1/r&0\\0&0&\operatorname {ctg} \theta &0\\1/r&\operatorname {ctg} \theta &0&0\\0&0&0&0\end{bmatrix}}}
{\displaystyle \Gamma _{ik}^{4}={\begin{bmatrix}0&0&0&B'/(2B)\\0&0&0&0\\0&0&0&0\\B'/(2B)&0&0&0\end{bmatrix}}}

## Użycie równań pola do znalezieniaA(r)orazB(r)
Aby określić funkcje {\displaystyle A} oraz {\displaystyle B,} używamy równań pola w próżni, tj.
{\displaystyle R_{\alpha \beta }=0.}
Stąd
{\displaystyle \Gamma _{\beta \alpha ,\rho }^{\rho }-\Gamma _{\rho \alpha ,\beta }^{\rho }+\Gamma _{\rho \lambda }^{\rho }\Gamma _{\beta \alpha }^{\lambda }-\Gamma _{\beta \lambda }^{\rho }\Gamma _{\rho \alpha }^{\lambda }=0,}
gdzie symbole po przecinku oznaczają pochodne po zmiennej o danym indeksie. Tylko trzy spośród tych równań są nietrywialne i po uproszczeniu przyjmują postać
(1) {\displaystyle 4A'B^{2}-2rB''AB+rA'B'B+rB'^{2}A=0,}
(2) {\displaystyle rA'B+2A^{2}B-2AB-rB'A=0,}
(3) {\displaystyle -2rB''AB+rA'B'B+rB'^{2}A-4B'AB=0.}
czwarte równanie jest równe {\displaystyle \sin ^{2}\theta } mnożone równanie (2), gdzie apostrof oznacza pochodną funkcji po r. Dodając równania (1) i (3), dostajemy
{\displaystyle A'B+AB'=0\Rightarrow A(r)B(r)=K,}
gdzie {\displaystyle K} jest stałą rzeczywistą, różną od zera. Podstawienie {\displaystyle A(r)B(r)=K} do równania (2) daje równanie
{\displaystyle rA'=A(1-A),}
które ma ogólne rozwiązanie
{\displaystyle A(r)=\left(1+{\frac {1}{Sr}}\right)^{-1},}
dla pewnych niezerowych wartości {\displaystyle S.} Stąd metryka dla stałych, sferycznie symetrycznych rozwiązań w próżni przyjmuje postać:
{\displaystyle ds^{2}=\left(1+{\frac {1}{Sr}}\right)^{-1}dr^{2}+r^{2}(d\theta ^{2}+\sin ^{2}\theta \,d\phi ^{2})+K\left(1+{\frac {1}{Sr}}\right)dt^{2}.}
Zauważmy, że czasoprzestrzeń o takiej metryce jest asymptotycznie płaska, tj. dla {\displaystyle r\to \infty } metryka przechodzi w metrykę Minkowskiego i rozmaitość czasoprzestrzeni staje się przestrzenią Minkowskiego.